# SH-053-R-CH3-2′F
Il SH-053-R-CH3-2′F è uno psicofarmaco utilizzato nella ricerca scientifica ed è un derivato delle benzodiazepine. Produce alcuni degli stessi effetti delle altre benzodiazepine, ha un'elevata selettività, affinità di legame ed efficacia al sottotipo α5 del recettore GABA A. Questo dà un controllo molto più stretto degli effetti prodotti, e così mentre SH-053-R-CH3-2′F mantiene gli effetti sedativi e ansiolitici, non provoca atassia a dosi moderate. SH-053-R-CH3-2′F blocca anche gli effetti nootropici dell'agonista inverso α5-selettivo PWZ-029: nonostante ciò, l'amnesia è un probabile effetto collaterale.
La sostituzione della funzione estere con un amido idrossilato, realizzato in analoghi come MP-III-022 e GL-II-73, migliora la selettività, l'efficacia e il comportamento cinetico.